# Museumsinsel (München)
Die Museumsinsel ist eine Flussinsel in der Isar in München, auf der sich der Hauptstandort des naturwissenschaftlich-technischen Deutschen Museums befindet.

## Geographie
Die Museumsinsel weist bei einer Länge von 863 Metern und einer Breite von bis zu 197 Metern eine Fläche von 8,6 Hektar auf.
Die in Zentrumsnähe gelegene Insel teilt die Isar in die kanalisierte linksseitige Große Isar und die naturnahe Kleine Isar, die bei Hochwasser eine Entlastungsfunktion hat.
Die Insel liegt am Rand der Isarvorstadt, die heute zum Stadtbezirk Ludwigsvorstadt-Isarvorstadt gehört. Sie wird von beiden Seiten durch die Ludwigsbrücke erschlossen, außerdem von Westen durch die Boschbrücke. Auf der anderen Seite führt die Zenneckbrücke ins Nachbarviertel Au-Haidhausen. Am Südrand wird die Museumsinsel von der Corneliusbrücke tangiert, die seit einiger Zeit auch einen öffentlichen Zugang zur Insel bietet (man kann entlang des Museumsbaus als Fußgänger oder Radfahrer zwischen Cornelius- und Boschbrücke pendeln).
Der Teil nördlich der Ludwigsbrücke gehört bereits zum Stadtbezirk Altstadt-Lehel und ist heute ein kleiner Park mit dem Vater-Rhein-Brunnen. Daran schließt sich ein Streichwehr an, auf dem der Wehrsteg die Museumsinsel mit der Praterinsel verbindet.

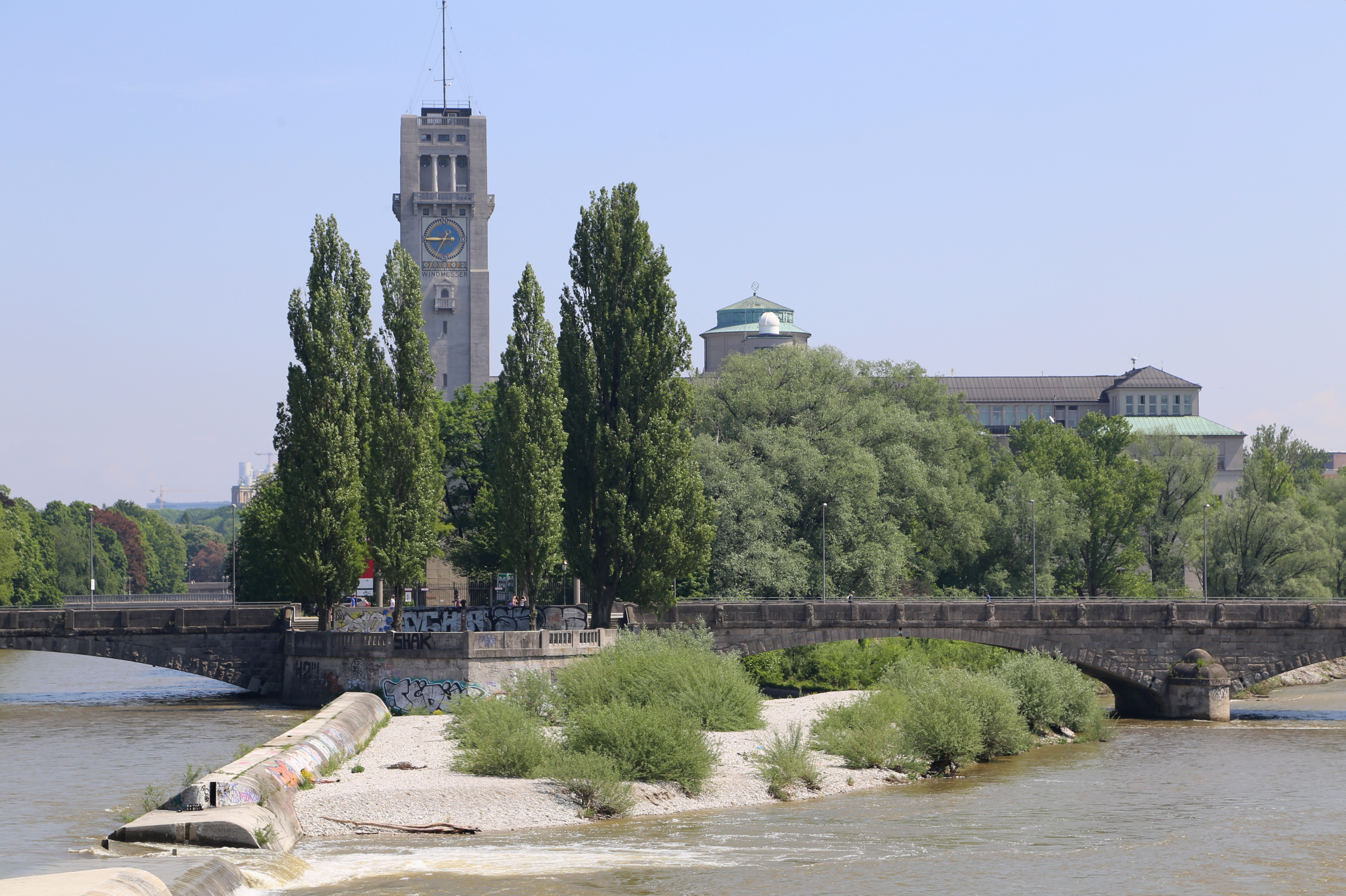
Südliches Ende mit Corneliusbrücke
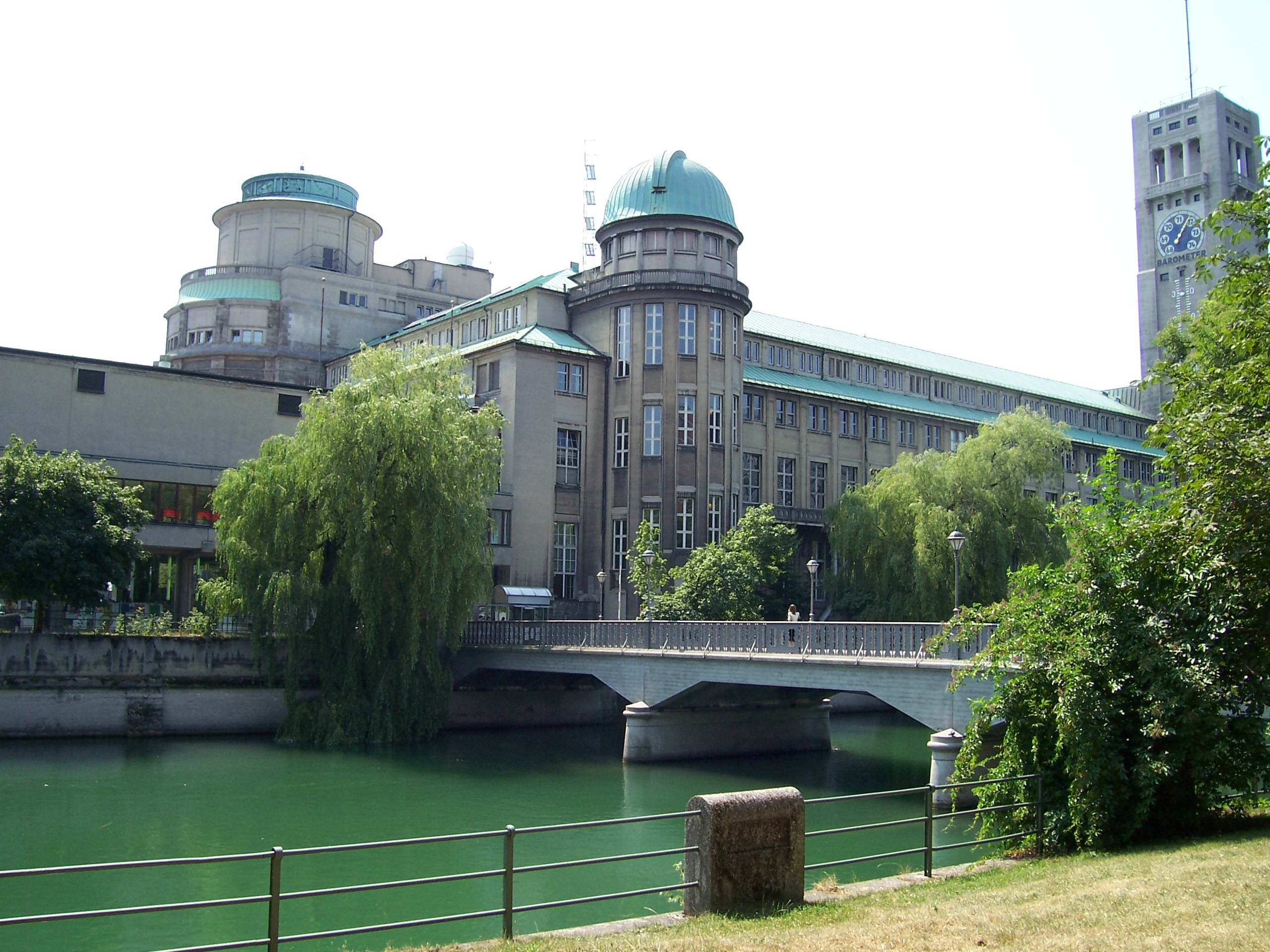
Deutsches Museum mit Boschbrücke
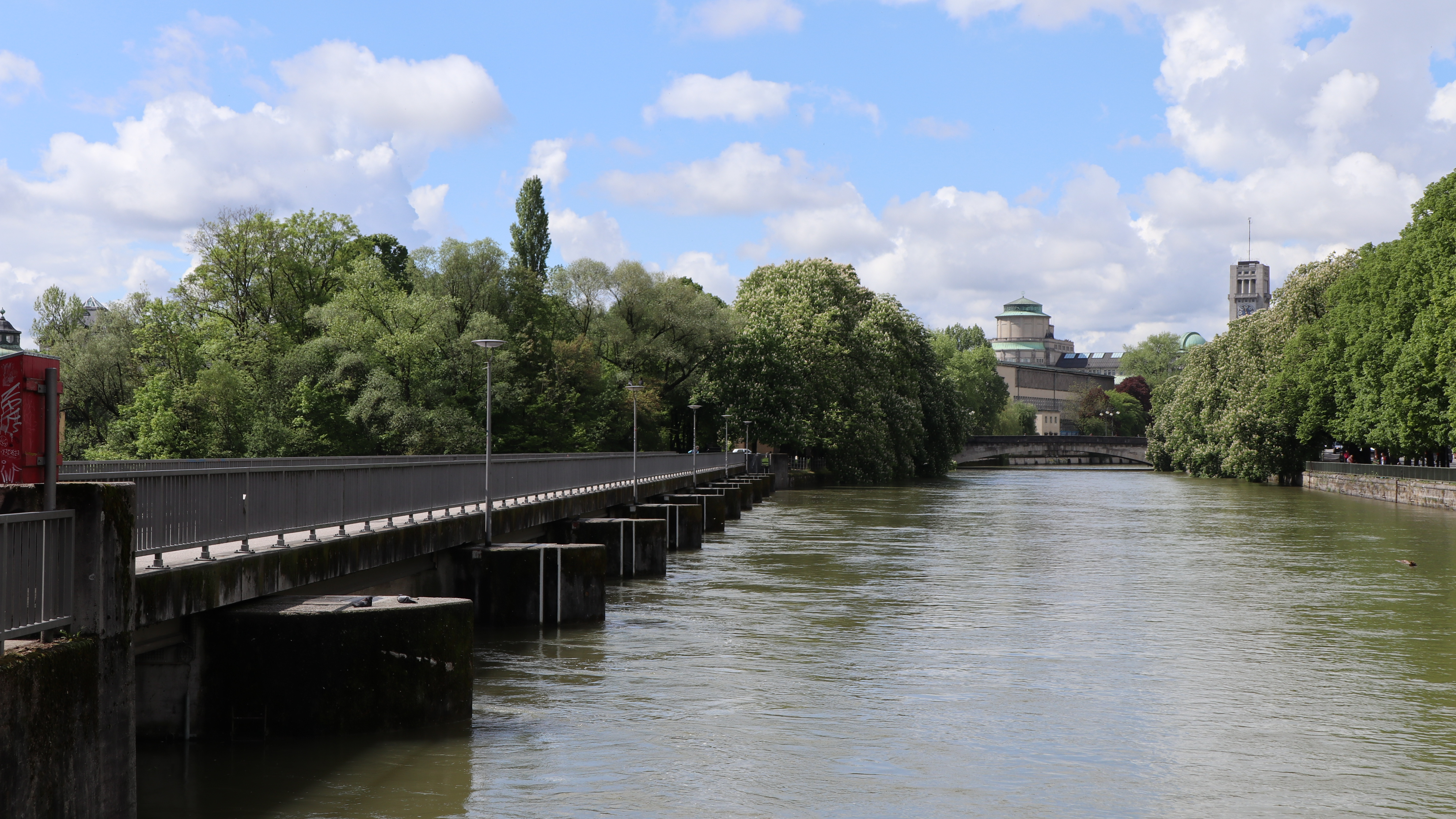
Nördliches Ende mit Wehrsteg

## Geschichte
Die Kiesbank bildete sich im Laufe des Mittelalters an einer Stelle der Isar, an der die damals einzige Isarbrücke Münchens, ein aus Holz errichteter Vorgängerbau der heutigen Ludwigsbrücke, die Salzstraße über die Isar führte. Sie diente ab dem Mittelalter als Floßlände, auf der mit den Flößen angeliefertes Bauholz und Kohle abgeladen und gelagert wurde. Auf Grund dieser Nutzung erhielt die Insel den Namen Kohleninsel. Der stadtseitige Arm der Isar, der heutige kanalisierte Teil des Flusses, wurde ebenfalls bereits im Mittelalter angestaut. Zunächst geschah dies durch Floßrechen, die das angeflößte Holz abbremsen sollten. Ab dem 18. Jahrhundert wurde der Schütz zum Wehr ausgebaut, um ein strömungsfreies Hafenbecken zu erhalten.

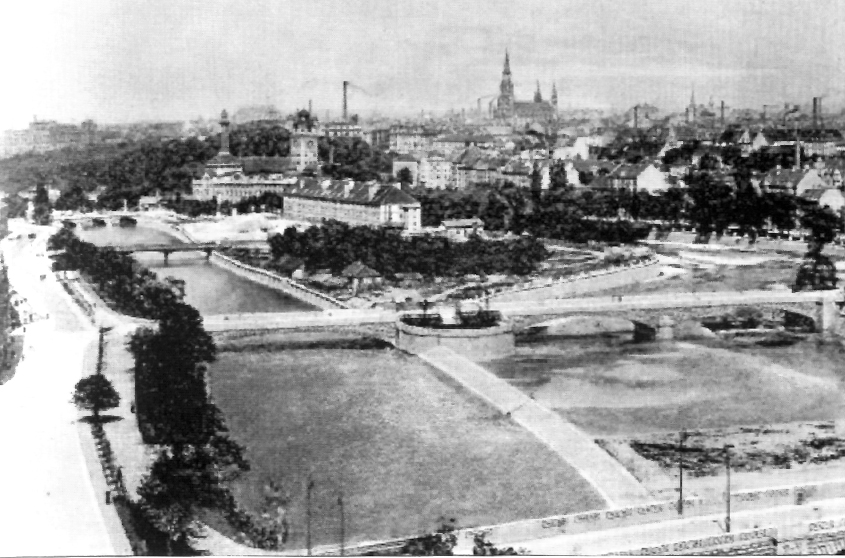
Aufnahme von Süden (1900). Im Vordergrund die Corneliusbrücke, auf der Insel das Kasernengebäude.

Die Hochwasserproblematik verhinderte eine frühe Besiedlung der Kohleninsel. Sicherheitspolitische Überlegungen gaben 1772 den Ausschlag zur Errichtung einer Kaserne und eines Exerzierplatzes auf der Insel. Rechts der Isar lag die Vorstadt Au, die am Ende des 18. Jahrhunderts die drittgrößte Stadt in Bayern war und vornehmlich arme Bevölkerungsschichten beherbergte und für die Residenzstadt München gefährlich hätte sein können.
Auch zu Beginn des 19. Jahrhunderts blieb das Isar-Hochwasser ein Risiko für die Kohleninsel. Am 13. September 1813 stürzte die Isarbrücke erneut ein, wobei über 100 Schaulustige, die sich auf der Brücke befunden hatten, ertranken. Auch ein Teil der Isarkaserne wurde bei diesem Hochwasser in Mitleidenschaft gezogen. Mit dem Hochwasser von 1813 wurden auch Pläne für eine Prachtstraße vom Isartor über die Brücke verworfen.
Die heutige Ludwigsbrücke wurde 1828 auf Geheiß König Ludwigs I. gebaut, dessen Namen sie auch trägt. Es handelte sich dabei um die erste steinerne Ausführung der Brücke. Die Insel wurde bis 1885 auch militärisch weitergenutzt.
Die Flößerei erreichte um 1870 ihren Höhepunkt – die Kohleninsel war zu dieser Zeit der größte Floßhafen in Europa. In den 1870er Jahren landeten jährlich etwa 12.000 Flöße an der Insel an, das Holz wurde vorrangig als Brennholz, aber auch als Bauholz verwendet. Am Ende des 19. Jahrhunderts wurde die Floßlände allerdings nach Thalkirchen verlegt, da die Kohleninsel in der Zwischenzeit in die Stadtplanung mit einbezogen worden war.

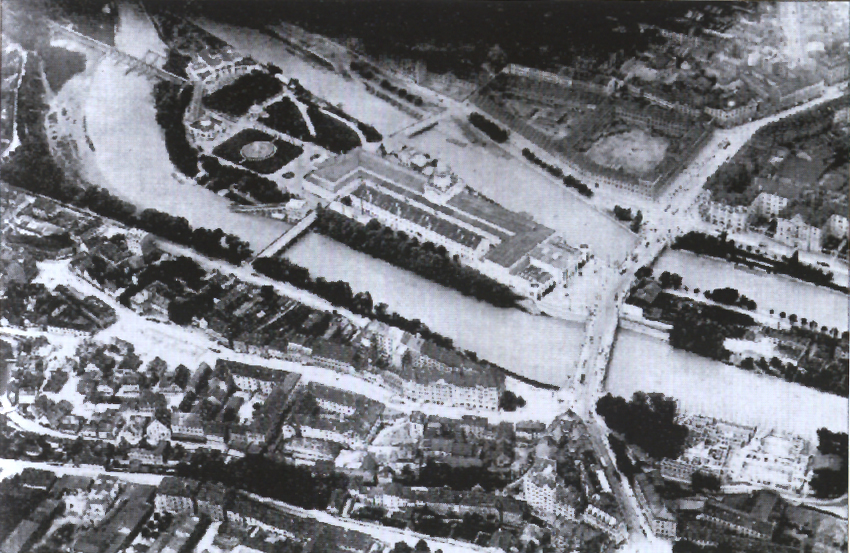
Luftaufnahme von 1898. Um das Gebäude der Isarkaserne herum sind die Ausstellungshallen zu erkennen.

Nach dem Abzug der Soldaten 1885 wurde die Kohleninsel als Vergnügungs- und Ausstellungsfläche genutzt. Die Auer Dult wurde auf die Insel ausgedehnt, sie wurde außerdem als Festwiese und Badeort genutzt. Im Jahr 1898 fand auf der Insel die „II. Kraft- und Arbeitsmaschinenausstellung München“ statt. Dafür wurde ein neoklassizistischer Ausstellungsbau errichtet, der auch die alte Isarkaserne mit einbezog. Zwei Fußgängerbrücken – die Vorläufer der heutigen Bosch- und Zenneckbrücke – wurde auf halber Höhe der Insel vom linken und rechten Flussufer gebaut. Die „Erste Deutsche Sportausstellung“ wurde 1899 in dem Komplex gezeigt. Im gleichen Jahr zerstörte ein Hochwasser mehrere Isarbrücken und die Gebäude der Kohleninsel.
Als Konsequenz aus dieser letzten Flut wurde die Insel nach dem Vorbild der Pariser Île de la Cité überschwemmungssicher ausgebaut. Im Zuge dieser Maßnahmen wurde am Südende der Kohleninsel die heutige Corneliusbrücke gebaut. Mit dem Ausbau wurde das Gelände attraktives Bauland. Verschiedene Vorschläge wurden diskutiert, so plante der Ingenieur Theodor Lechner beispielsweise den Bau eines Bahnhofes.
Im Frühjahr 1903 trat Oskar von Miller mit der Idee eines nationalen technischen Museums auf. Die Idee wurde reichsweit – selbst von Kaiser Wilhelm II. – mit Wohlwollen aufgenommen. Bereits im Herbst 1903 entschloss sich die Stadtverwaltung München, die Kohleninsel als Baugelände kostenlos zur Verfügung zu stellen, und sich die prestigeträchtige Unternehmung des Museumsbaus zu sichern. Im Frühjahr 1906 wurde der Neubau des nun als „Deutsches Museum von Meisterwerken der Naturwissenschaft und Technik“ bezeichneten Museums öffentlich ausgeschrieben. Zum Sieger wurde im November 1906 ein Entwurf des renommierten Architekten Gabriel von Seidl gekürt.

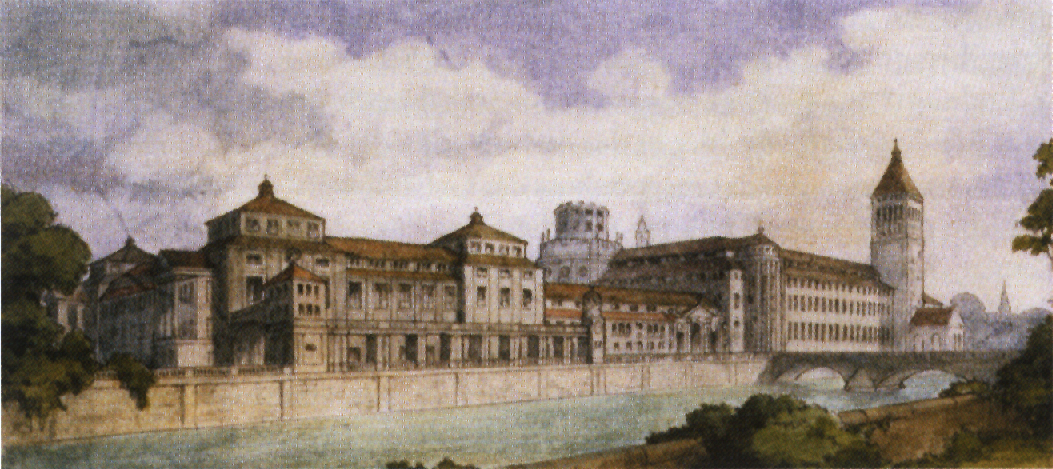
Entwurf des Deutschen Museums von Gabriel von Seidl (1906).

Die weitere Geschichte der Kohleninsel ist ab 1906 mit der Baugeschichte des Deutschen Museums identisch. Die Grundsteinlegung war am 13. November 1906 durch Kaiser Wilhelm II. erfolgt. Unterbrochen durch den Ersten Weltkrieg und die politisch-wirtschaftlichen Verwerfungen der Nachkriegszeit zog sich der Bau bis 1925 hin. Am 7. Mai 1925 – dem 70. Geburtstag von Oskar von Miller – wurde der Museumsneubau eröffnet. Im Zweiten Weltkrieg wurden Ende 1944 über 80 % der Bausubstanz durch Bombentreffer zerstört. Nach Kriegsende wurde mit dem Wiederaufbau des Deutschen Museums begonnen, welches bereits am 25. Oktober 1947 provisorisch wiedereröffnet wurde.
Der Teil der Museumsinsel nördlich der Ludwigsbrücke, auf dem im 19. Jahrhundert mehrere Gebäude standen, wurde in der Bevölkerung nach einem 1865 errichteten Kalkofen auch Kalkinsel genannt, nicht zu verwechseln mit der östlich benachbarten Halbinsel mit dem Müllerschen Volksbad, die als Kalkofeninsel bezeichnet wurde. Der Betrieb des Kalkofens wurde 1906 nach einem Hochwasser eingestellt. Heute ist der Inselteil bis auf den Vater-Rhein-Brunnen, der 1932 aus Straßburg hierher kam, unbebaut und Teil des Landschaftsschutzgebietes an der Isar.